# Gex

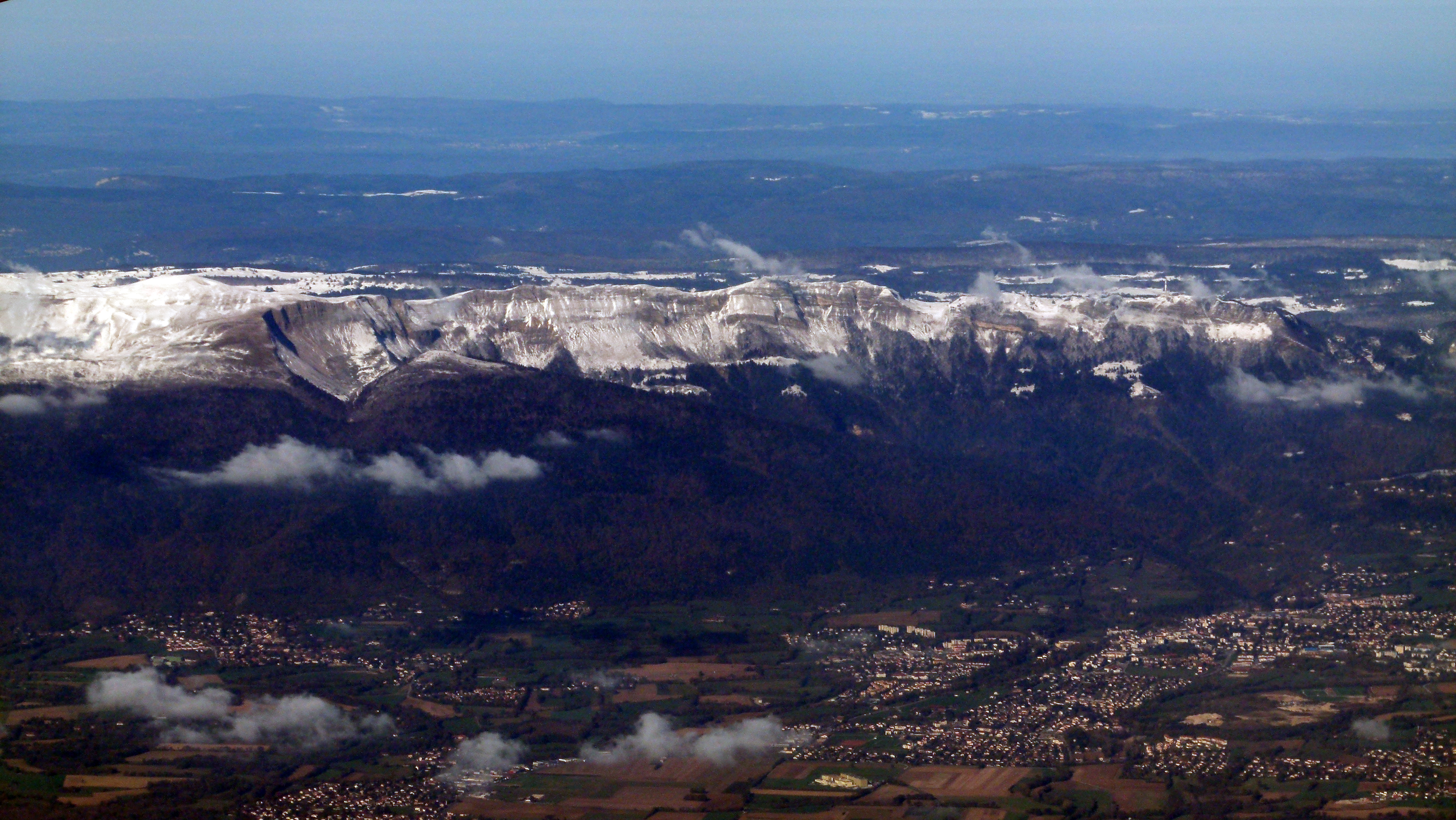
Das Pays de Gex – Blick auf Gex und die erste Jura-Kette vom Flugzeug aus

Gex [ʒɛks] (arpitanisch Gèx [ðe]) ist eine französische Stadt  mit 13.455 Einwohnern (Stand 1. Januar 2022) im  Département Ain in der Region Auvergne-Rhône-Alpes. Sie ist Hauptort des Arrondissements Gex sowie Sitz des Kommunalverbandes Pays de Gex Agglo.

## Geographie
Gex liegt auf 600 m, etwa 16 Kilometer nordnordwestlich der Stadt Genf (Luftlinie). Die Stadt erstreckt sich im Pays de Gex an aussichtsreicher erhöhter Lage am Fuß des Juras, am nördlichen Rand des Genfer Beckens, auf einem Geländevorsprung über dem Tal des Journans. Sie ist südlicher Passfußort des Col de la Faucille und Ausgangspunkt für Ausflüge in den Hochjura.
Die Fläche des 32,02 km² großen Gemeindegebiets umfasst einen Abschnitt des Pays de Gex. Das Hauptsiedlungsgebiet von Gex befindet sich auf dem meist sanft gegen Süden abfallenden Hang am Jurafuß. Dieser Hang wird untergliedert durch die Talniederungen des Journans (Zufluss des Allondon) und des Oudar (Zufluss der Versoix) sowie deren Seitenbäche. Im Osten reicht das Gemeindeareal bis auf die Höhen des Mont Mourex (754 m), der dem Jura vorgelagert ist.
Der gesamte nördliche Gemeindeteil liegt im Bereich der stark reliefierten Kette des Hochjuras. Dieser hohe Kamm wird einzig von der Passlücke des Col de la Faucille (1323 m) unterbrochen. Östlich des Passes befinden sich die Höhen von Turet (1460 m) und Vieille Maison (1511 m), westlich davon der Petit Montrond (1534 m), der Mont Rond (mit 1596 m die höchste Erhebung von Gex) und die Flanke des außerhalb des Gebietes liegenden Colomby de Gex. Aus geologischer Sicht bildet diese Kette eine Antiklinale bestehend aus Sedimenten der oberen Jurazeit. Der steile Südhang der Jurakette ist untergliedert durch den Creux de l’Envers, einen charakteristischen Ausräumungskessel in der Bruchzone am Col de la Faucille, und weitere Erosionstäler. Die gesamte Kette ist dicht bewaldet, größere Weideflächen gibt es nur auf den höchsten Höhen. Hier befinden sich auch typische Karsterscheinungen wie Karrenfelder und Dolinen. Das zum Hochjura gehörende nördliche Gemeindegebiet von Gex ist Teil des Naturreservats Haute Chaîne du Jura und des Regionalen Naturparks Haut-Jura, mit dem die Gemeinde als offizieller Zugangsort assoziiert ist.
Zu Gex gehören neben der eigentlichen Stadt auch verschiedene Außenquartiere und Weiler, darunter:
- Gex-la-Ville (612 m) in der Talmulde am Oudar
- Tougin (575 m) auf dem Plateau westlich des Journans
- Pitegny (580 m) am Südwestabhang des Mont Mourex
- Les Maladières (810 m) am Aufstieg zum Col de la Faucille
- die Hotel- und Ferienhaussiedlung auf der Passhöhe des Col de la Faucille

Nachbargemeinden von Gex sind Mijoux im Westen und Norden, Vesancy und Grilly im Osten sowie Cessy und Echenevex im Süden.

## Geschichte
Das Gemeindegebiet von Gex war schon sehr früh besiedelt. Die frühesten Funde stammen aus der Zeit um 1800 vor Christus. Während der gallorömischen Zeit bildete Gex einen militärischen Stützpunkt.
Erstmals urkundlich erwähnt wird Gex im Jahr 1124 unter der Bezeichnung de Gayo. Im Lauf der Jahrhunderte änderte sich die Schreibweise über Gaix (1137), Jaz (1160), Gez (1227), Jayz (1234), Jax (1265), Jacium (1278), Geyz (1289), Ges (1416) zu Gex (1559 schriftlich belegt). Später erschienen noch die Varianten Gey (1589) und Gais (1594). Der Ortsname geht auf den gallorömischen Geschlechtsnamen Gaius zurück.
Seit dem Beginn des 12. Jahrhunderts bildete Gex den Mittelpunkt einer Herrschaft, die zunächst der Familie von Gex gehörte, jedoch bereits Mitte des 12. Jahrhunderts an die Grafen von Genf überging. Diese befestigten das Städtchen Gex und verliehen ihm gewisse Freiheitsrechte. Nach der Besetzung durch Graf Amadeus VI. von Savoyen im Jahre 1353 gelangte Gex für rund 200 Jahre unter savoyische Herrschaft. 1536 wurde die Stadt von den Bernern mit Hilfe der Stadt Genf erobert und zum Hauptort der bernischen Landvogtei Pays de Gex erklärt, wobei die Reformation eingeführt wurde. Mit dem Vertrag von Lausanne fiel Gex 1564 zurück an das Haus Savoyen. Während der Kriege zwischen Genf und Savoyen wurde Gex 1589 von Ersteren erneut erobert und gebrandschatzt. Durch den Vertrag von Lyon kam die Stadt 1601 an Frankreich und kehrte wieder zum katholischen Glauben zurück. Mit der Neuorganisation der Verwaltungsgliederung im Raum Genf im Rahmen des Wiener Kongresses verblieb Gex bei Frankreich, gehörte jedoch der Freihandelszone an, welche das gesamte Genfer Becken umfasste. So entstanden enge wirtschaftliche Beziehungen mit der Stadt Genf.

## Bevölkerung
| Jahr                       | 1962 | 1968 | 1975 | 1982 | 1990 | 1999 | 2011   | 2021   |
| Einwohner                  | 2361 | 3137 | 4296 | 4868 | 6615 | 7733 | 10.446 | 13.078 |
| Quellen: Cassini und INSEE |      |      |      |      |      |      |        |        |

Mit 13.455 Einwohnern (Stand 1. Januar 2022) gehört Gex zu den größten Gemeinden des Départements Ain. Seit den 1950er Jahren wurde ein kontinuierliches starkes Bevölkerungswachstum verzeichnet, das bis heute anhält. Außerhalb des alten Ortskerns entstanden zahlreiche Ein- und Mehrfamilienhäuser sowie Wohnblöcke. Mittlerweile ist der Hang ober- und unterhalb von Gex locker mit Wohn- und Gewerbesiedlungen überbaut. Das Siedlungsgebiet ist nahezu lückenlos mit demjenigen von Cessy zusammengewachsen. Heute zählt Gex zum äußeren Agglomerationsgürtel von Genf. Das französische Zugehörigkeitsadjektiv für Gex ist Gessien oder auch Gexois.

## Sehenswürdigkeiten
- Die Kirche Saint-Pierre in Gex wurde 1860 an der Stelle des mittelalterlichen Vorgängerbaus neu errichtet. Sie besitzt eine Taufkapelle von 1520 sowie zwei Taufbecken aus dem 13. und 14. Jahrhundert.
- Reste der einstigen Stadtmauer aus dem 13. Jahrhundert sowie verschiedene Häuser aus dem 17. bis 19. Jahrhundert sind im alten Kern erhalten.
- Das heutige Hôtel de Ville (Rathaus) wurde 1869 erbaut.
- Von der ehemaligen Feudalherrschaft Gex zeugen die Überreste der mittelalterlichen Burg der Herren von Gex aus dem 13. Jahrhundert und die Ruinen der einstigen Burg Florimont.
- In Gex befindet sich ein Feuerwehrmuseum (Musée des Sapeurs-Pompiers).
- Waschhaus, erbaut 1675

|  |  |

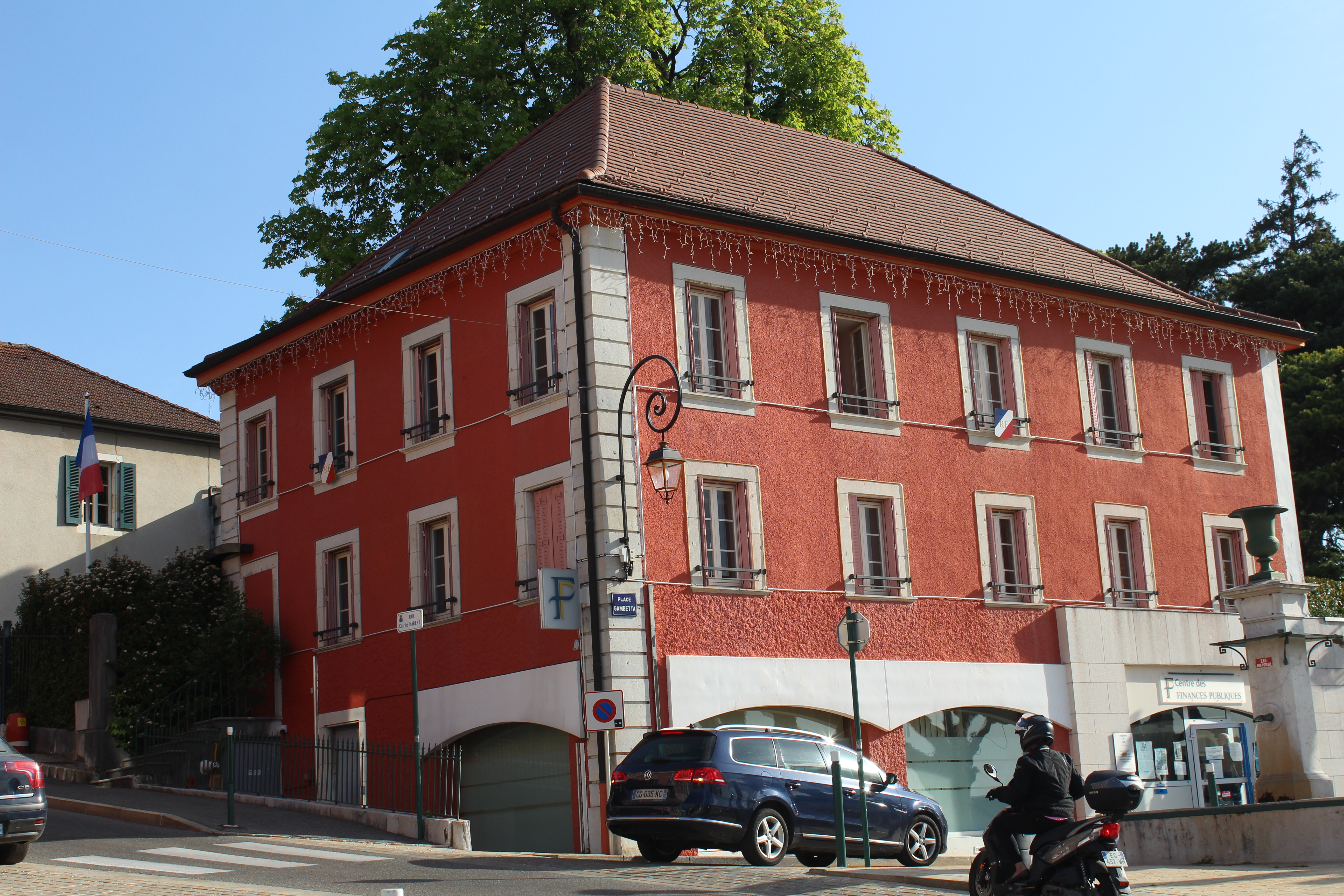
Haus der Unterpräfektur
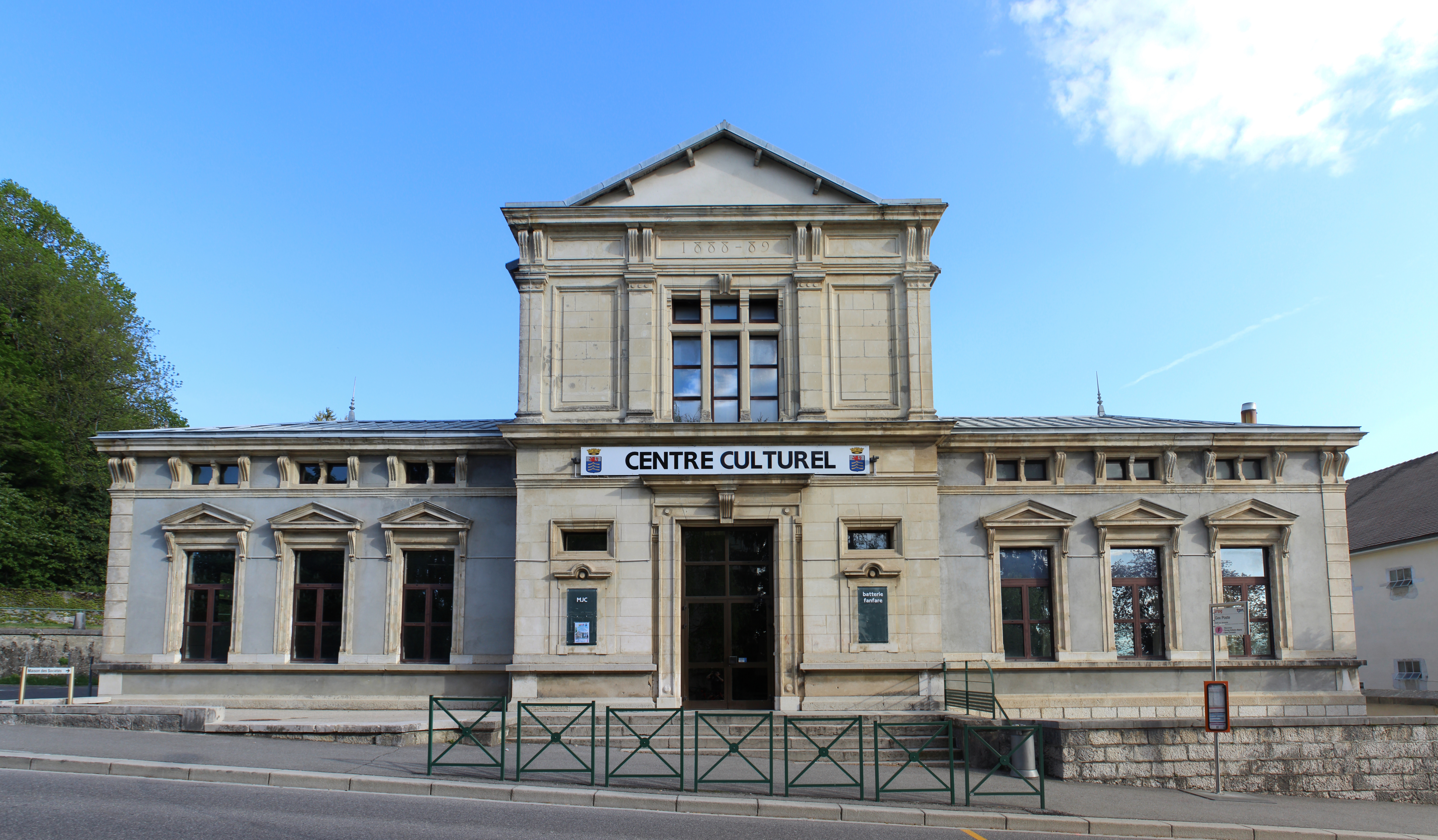
Kulturzentrum
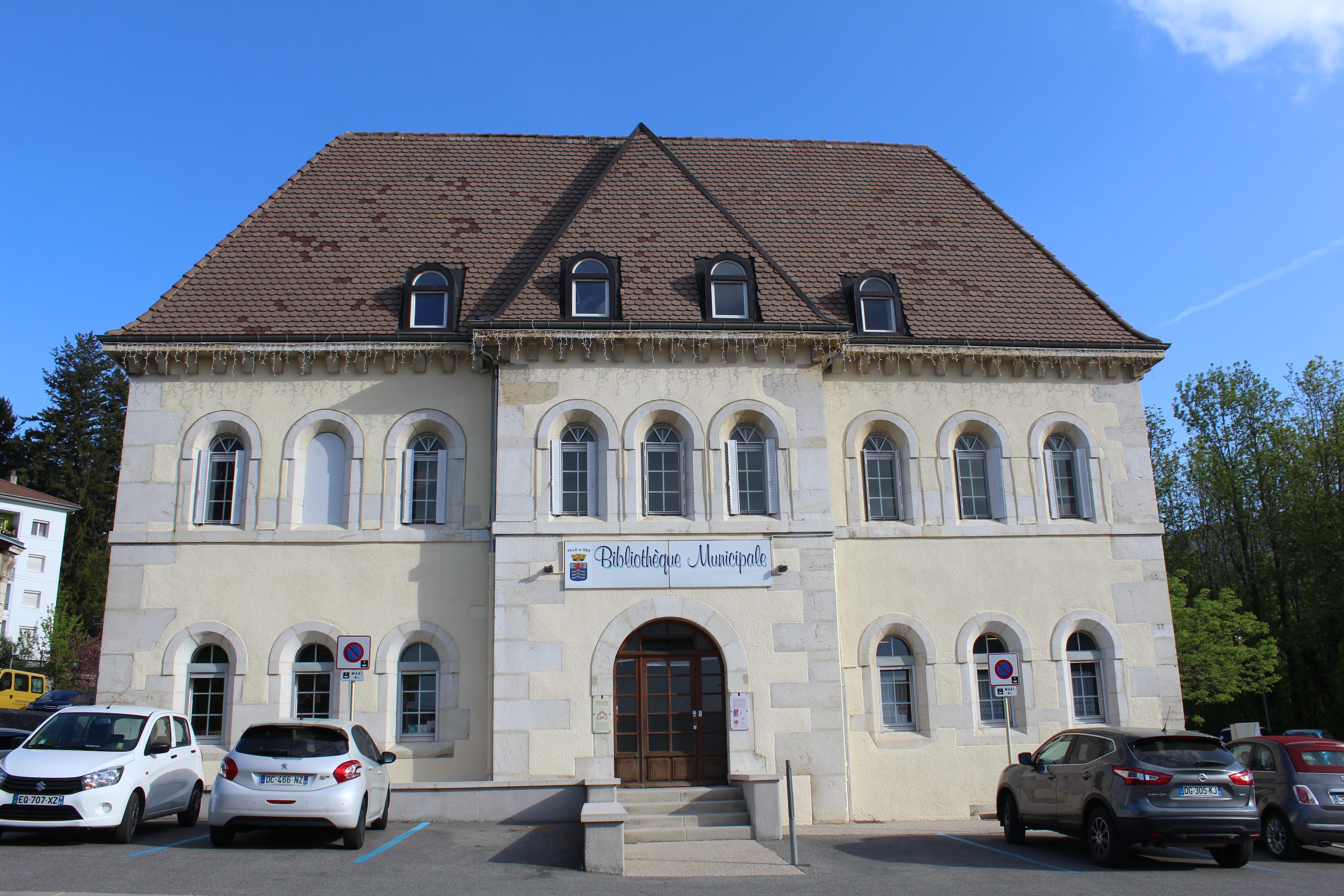
Ehemaliges Gefängnis, heute Bibliothek
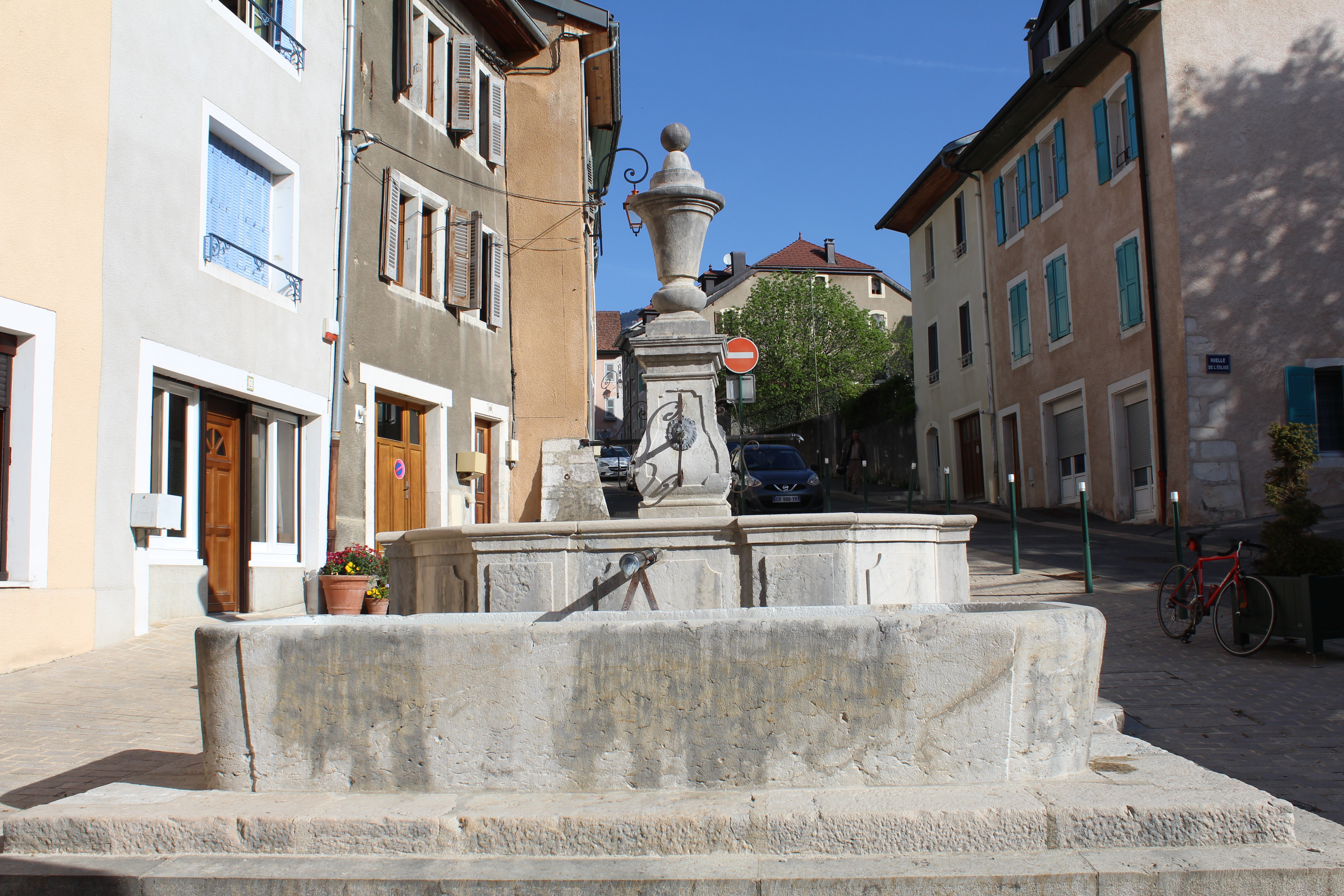
Brunnen
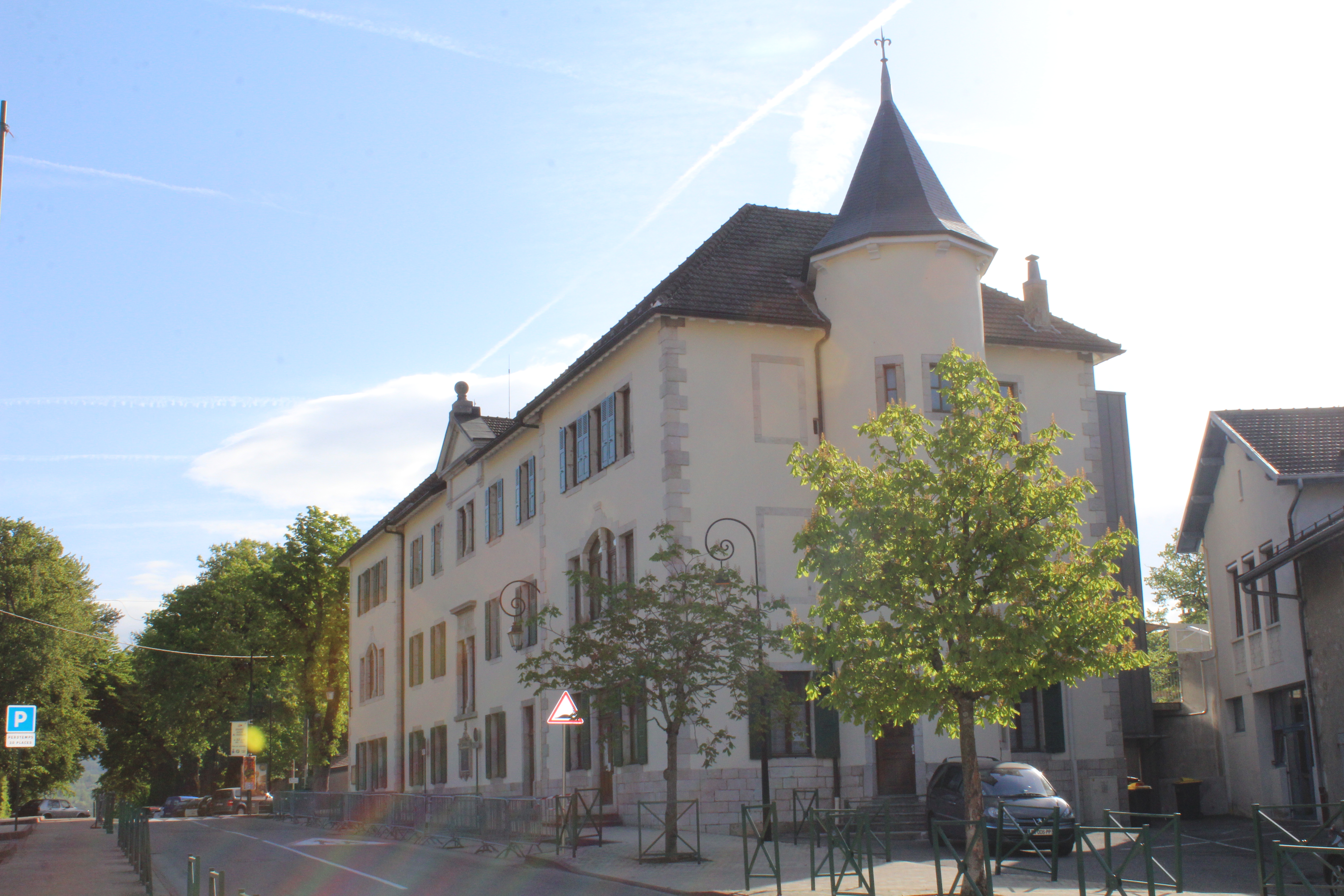
Städtische Schule
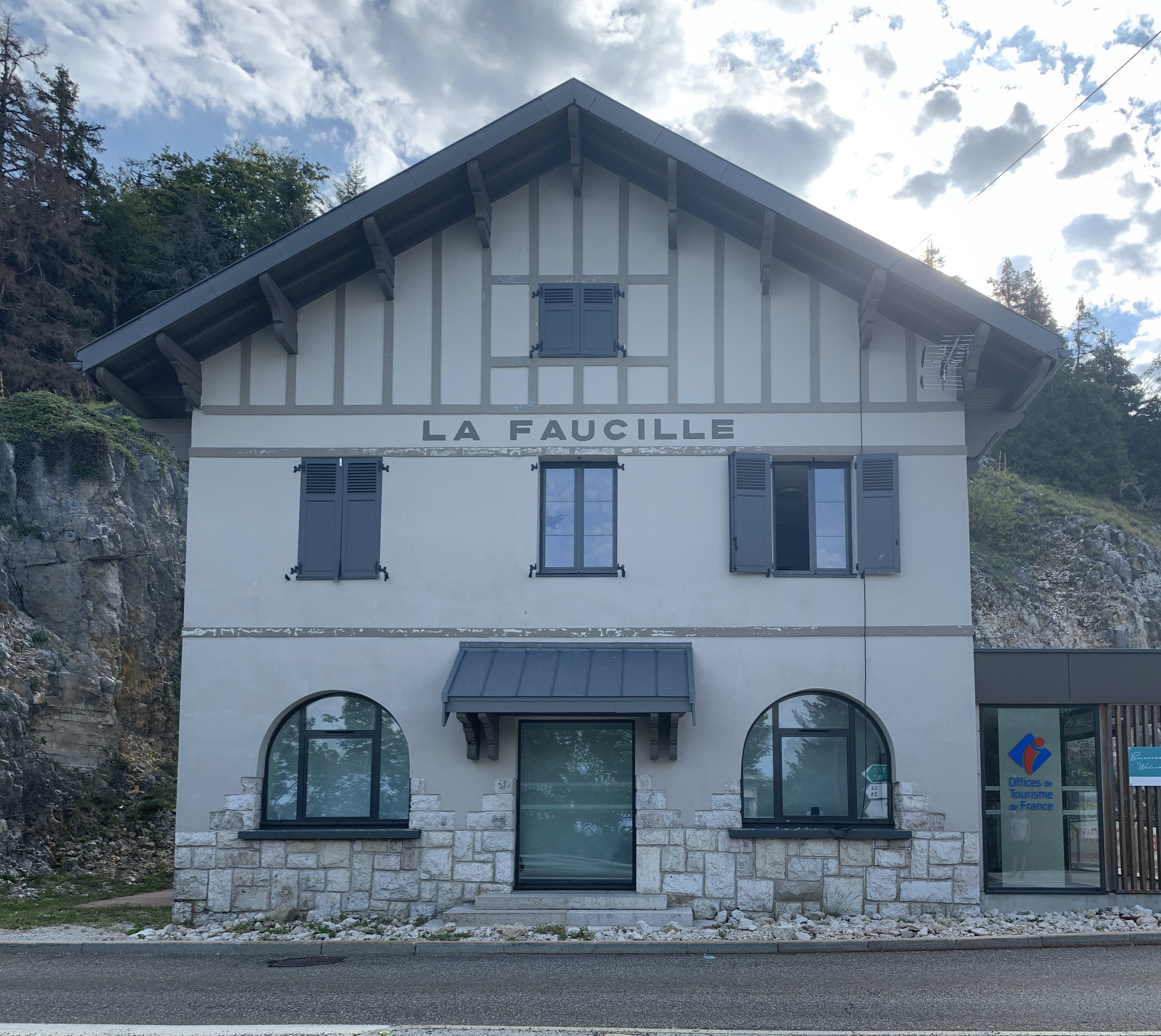
Ehemaliges Zollbüro
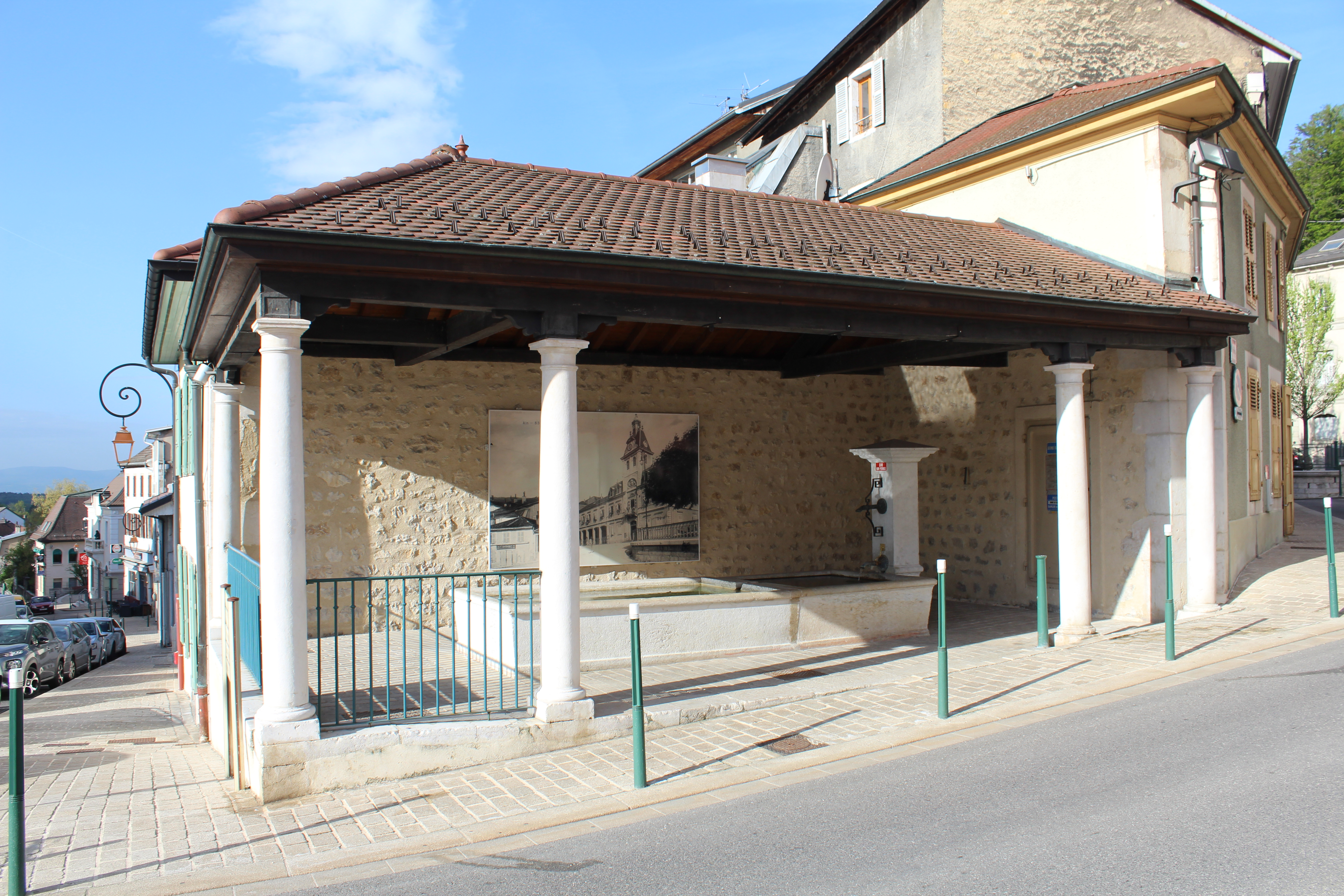
Lavoir

## Wirtschaft und Infrastruktur
Gex war bis zu Beginn des 20. Jahrhunderts ein vorwiegend durch die Landwirtschaft und den Kleinhandel geprägtes Städtchen. Heute spielt die Landwirtschaft nur noch eine untergeordnete Rolle. Seit den 1950er Jahren entwickelte sich Gex allmählich zu einem Wohnort für die Agglomeration von Genf. Heute gibt es zahlreiche Betriebe des Klein- und Mittelgewerbes sowie verschiedene Industrien, Bau- und Handelsfirmen und Unternehmen des Dienstleistungssektors. Gewerbe- und Industriezonen entwickelten sich im Osten und Süden von Gex sowie bei Tougin. Zahlreiche Erwerbstätige sind auch Wegpendler, die als Grenzgänger in der Agglomeration Genf arbeiten.
Die Stadt ist verkehrsmäßig gut erschlossen. Sie liegt an der Kreuzung der Hauptstraßen von Genf über den Col de la Faucille nach Morez und von Saint-Genis-Pouilly nach Divonne-les-Bains. Der nächste Anschluss an die schweizerische Autobahn A1 befindet sich in einer Entfernung von rund 10 Kilometern. Die einstige Bahnlinie, die von Bellegarde-sur-Valserine nach Divonne-les-Bains führte, wurde stillgelegt und wird heute durch eine Buslinie ersetzt. Durch eine weitere Buslinie ist Gex mit Ferney-Voltaire und mit Genf verbunden. Von 1900 bis 1932 war Gex Endpunkt der Straßenbahn Gex–Ferney-Voltaire. In Ferney bestand ein Übergang zur Straßenbahn Genf. Auch der Flughafen Genève-Cointrin ist gut erreichbar.

## Tourismus

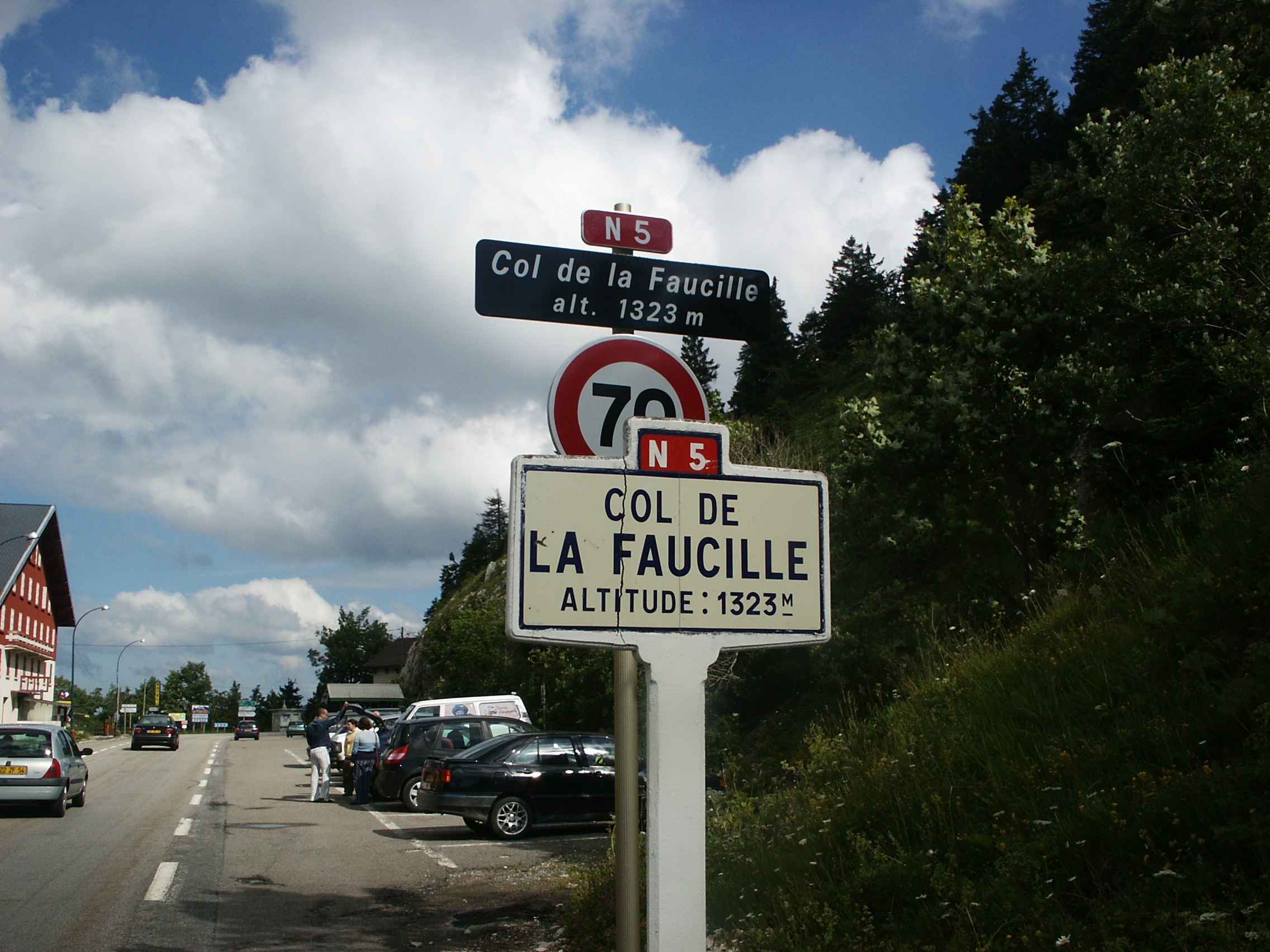
Col de la Faucille

Dank der Nähe zu Genf erlebte Gex seit 1960 auch einen touristischen Aufschwung. Die Passhöhe Col de la Faucille ist im Sommer Ausgangspunkt für Wanderungen auf dem Jurakamm, während im Winter Skisport betrieben werden kann (Bergbahnen und Skilifte). Die gesamte Passhöhe wurde in den letzten Jahren touristisch ausgebaut und Hotels und Appartementhäuser errichtet. Auch eine 1365 m lange Sommerrodelbahn (frz.: luge sur rails) ähnlich dem Alpine-Coaster in Immenstadt gehört dazu.

## Persönlichkeiten
- Jacques-André Émery (1732–1811), Priester, Generalsuperior der Sulpizianer, kirchliche Schlüsselfigur in der Revolutionszeit